# Piet Hein (científic)
|  | No s'ha de confondre amb Piet Hein. |

Piet Hein (Copenhaguen, Dinamarca, 16 de desembre de 1905 – Funen, 17 d'abril de 1996) va ser un científic, inventor, matemàtic, escriptor i poeta danès. Escrivia sovint amb el pseudònim "Kumbel" que en escandinau antic significava "tomba". Els seus poemes breus, que es coneixen amb el nom de gruks, aparegueren per primera vegada al diari Politiken poc temps després de l'ocupació de Dinamarca per l'Alemanya Nazi a l'abril de 1940 amb el pseudònim "Kumbel Kumbell". Fou el creador de diversos jocs i trencaclosques com Hex (el 1942), el cub Soma (1958) i TacTix entre d'altres.

## Biografia
Piet Hein, un descendent directe de l'heroi naval neerlandès del segle xvii Piet Pieterszoon Hein, nasqué a Copenhaguen el 1905. Va estudiar a l'Institut de Física Teòrica de la Universitat de Copenhaguen (que esdevingué més tard l'Institut Niels Bohr) i a la Universitat Tècnica de Dinamarca. Va ser un amic d'Albert Einstein i col·laborà amb diversos intel·lectuals prestigiosos com Niels Bohr o Norbert Wiener. Va popularitzar la super-el·lipse que desembocà en la creació del super-ou. Durant els anys 1950 i 60, va contribuir a l'elaboració de mobles que afaiçonaren l'estil que rebria després el nom de "disseny escandinau". Fou el creador del disseny de la Sinus lamp el 1967, que havia d'esdevenir més tard un model clàssic.
La Universitat Yale el guardonà amb un doctorat honorari el 1972. Va morir a casa seva a Funen, Dinamarca a l'abril de 1996.